# 718-й истребительный авиационный полк (первого формирования)
718-й истребительный авиационный полк (718-й иап) — воинская часть Военно-воздушных сил (ВВС) РККА, принимавшая участие в боевых действиях Великой Отечественной войны и Советско-японской войны.

## История наименований полка
За весь период своего существования полк своё наименование не менял:
- 718-й истребительный авиационный полк;
- 718-й истребительный авиационный полк ПВО;
- Войсковая часть (Полевая почта) 40498.

## История полка
718-й истребительный авиационный полк сформирован 1 января 1942 года в ВВС 36-й армии Забайкальского фронта на аэродроме Разъезд № 77 Читинская области по штату 015/134 на самолётах И-16. Полк занимался по плану учебно-боевой подготовки. 5 августа полк вошёл в состав вновь сформированной 245-й истребительной авиационной дивизии ВВС Забайкальского фронта. 10 августа 2-я эскадрилья передана на формирование 940-го иап, вместо неё в состав полка принята 2-я аэ 56-го иап. В составе 245-й истребительной авиационной дивизии 15 августа был передан в состав 12-й воздушной армии Забайкальского фронта.
Подготовленный лётный состав полка 5 декабря 1942 года во главе с командиром полка убыл на советско-германский фронт, вместо убывших прибыли молодые пилоты из 24-го запасного авиаполка 12-й воздушной армии Забайкальского фронта. Полк переформирован по штату 015/284. К 14 мая 1944 года полк полностью перевооружён на истребители Як-9Д, а в июле 1944 года — переформирован по штату 015/364. К началу войны с Японией (08.08.1945 г.) полк имел в боевом составе 36 самолётов Як-9.
Полк 9 августа 1945 года в составе 245-й истребительной авиационной дивизии 12-й воздушной армии Забайкальского фронта вступил в боевые действия в советско-японской войне на самолётах Як-9. Базировался на полевых аэродромах Монголии.
В составе действующей армии полк находился с 9 августа 1945 года по 3 сентября 1945 года.
По окончании боевых действий до 15 сентября 1945 года вместе с дивизией базировался на аэродроме Чойбалсан. С 16 сентября 1945 года в составе 245-й истребительной авиационной дивизии передан из 12-й воздушной армии в 9-ю воздушную армию Приморского военного округа с перебазированием на аэродром Дальянь (Чжоушуйцзы) в Китай. В августе 1946 года полк перевооружён с Як-9М на самолёты Р-63 «Кингкобра».
В январе 1951 года полк вместе с дивизией передан в состав войск ПВО, был переименован в 718-й иап ПВО и перебазировался на аэродром Хомутово о. Сахалин, где в 1952 году полк начал переучиваться на самолёты МиГ-15, а с 1954 года — МиГ-17. Находясь постоянно на Сахалине полк выполнял задачи ПВО. В связи с реформированием системы ПВО полк 23 мая 1958 года был расформирован вместе с дивизией на аэродроме Хомутово.

## Командиры полка
- майор Макаров Фёдор Семёнович[2], 30.07.1943 — 31.12.1945

## В составе соединений и объединений
| Период        | Фронт (округ)            | армия (корпус)                                              | дивизия                                  | примечание    |
| ------------- | ------------------------ | ----------------------------------------------------------- | ---------------------------------------- | ------------- |
| 01.01.1942 г. | Забайкальский фронт      | 36-я армия                                                  | ВВС 36-й армии                           | И-16          |
| 05.08.1942 г. | Забайкальский фронт      | ВВС фронта                                                  | 245-я истребительная авиационная дивизия |               |
| 15.08.1942 г. | Забайкальский фронт      | 12-я воздушная армия                                        | 245-я истребительная авиационная дивизия |               |
| 08.08.1942 г. | Забайкальский фронт      | 12-я воздушная армия                                        | 245-я истребительная авиационная дивизия |               |
| 03.09.1942 г. | Забайкальский фронт      | 12-я воздушная армия                                        | 245-я истребительная авиационная дивизия |               |
| 16.09.1945 г. | Приморский военный округ | 9-я воздушная армия 7-й бомбардировочный авиационный корпус | 245-я истребительная авиационная дивизия |               |
| 20.02.1949 г. | Приморский военный округ | 54-я воздушная армия 83-й смешанный авиационный корпус      | 153-я истребительная авиационная дивизия |               |
| 01.01.1951 г. | Приморский военный округ | 54-я воздушная армия 55-й истребительный авиационный корпус | 153-я истребительная авиационная дивизия |               |
| 01.04.1958 г. | Приморский военный округ | 54-я воздушная армия                                        | 153-я истребительная авиационная дивизия |               |
| 23.05.1958 г. | Приморский военный округ | 54-я воздушная армия                                        | 153-я истребительная авиационная дивизия | расформирован |

## Участие в операциях и битвах
- Хингано-Мукденская наступательная операция — с 9 августа 1945 года по 2 сентября 1945 года

## Благодарности Верховного Главнокомандующего
За проявленные образцы мужества и героизма Верховным Главнокомандующим лётчикам полка в составе 245-й иад объявлены благодарности за занятие Маньчжурии, Южного Сахалина и островов Сюмусю и Парамушир.

## Итоги боевой деятельности полка
Всего за годы Советско-японской войны полком:
| Выполнено боевых вылетов | Сбито самолётов в воздухе                               |
| ------------------------ | ------------------------------------------------------- |
| 264                      | Встреч с самолётами противника и воздушных боёв не было |

Свои потери:
| Потеряно самолётов, всего | Погибло лётчиков всего |
| ------------------------- | ---------------------- |
| 1 (Як-9)                  | нет                    |

## Самолёты на вооружении
| Период         | Самолёты            | Фото                            | Период         | Самолёты | Фото                                        |
| -------------- | ------------------- | ------------------------------- | -------------- | -------- | ------------------------------------------- |
| 09.1941 — 1943 | И-16                | Polikarpov I-16-Spain (clipped) | 09.1941 — 1942 | И-153    | Poliakarpov I-153 Musee du Bourget P1010993 |
| 02.1943 — 1945 | Як-7б               | Як-7                            | 1945 — 1946    | Як-9     | Як-9                                        |
| 08.1946 — 1952 | Bell P-63 Kingcobra | Bell P-63 Kingcobra.jpg         | 02.1952 — 1954 | МиГ-15   | МиГ-15                                      |
| 1954 — 1958    | МиГ-17              | МиГ-17                          |                |          |                                             |

## Базирование
| Период               | Аэродромы                       |
| -------------------- | ------------------------------- |
| 01.01.1942 — 08.1945 | Разъезд № 77, Читинская область |
| 08.1945 — 15.09.1945 | Чайбалсан, Монголия             |
| 01.10.1945 — 01.1951 | Дальянь, Китай                  |
| 01.1951 — 05.1958    | Хомутово, Приморский край       |